# Departamento Corpen Aike
Corpen Aike es un departamento de la provincia de Santa Cruz (Argentina).
Limita al norte con los departamentos de Río Chico y Magallanes, al oeste con el de Lago Argentino y al sur con el departamento Güer Aike, al este posee costas sobre océano Atlántico y es atravesado de oeste a este por los ríos Santa Cruz y Chico.

## Demografía
El censo 2022 informó una población de 15.171 habitantes con un ritmo mayor  de crecimiento poblacional respecto del censo anterior. Además, se registraron 7660  mujeres y 7511 hombres . Estos datos situaron al departamento con el tercer mayor crecimiento poblacional en la provincia.
| Población | 569 | 2 208    | 3 825   | 3 556  | 4 144   | 5 555   | 7 045   | 7 942   | 11 093 | 15 171 |
| Variación | -   | +288,04% | +73,23% | -7,03% | +16,53% | +34,04% | +26,82% | +12,73% | -      | +36.8% |

Fuente: Instituto Nacional de Estadísticas y Censos, INDEC

## Localidades
- Comandante Luis Piedrabuena
- Puerto Santa Cruz
- Puerto de Punta Quilla
- Río Chico

## Áreas naturales protegidas
En el departamento Corpen Aike se halla el parque nacional Monte León, de aproximadamente 62000 ha, que fue creado el 20 de octubre de 2004.
En dicha fecha se sanciona la ley de creación del nuevo parque nacional, logrando ser en su momento el primer parque marino continental de la Argentina.